# 존 로빈 바이츠
존 로빈 베이츠(Jon Robin Baitz, 영어 발음: /beɪts/, 1961년 11월 4일 ~ )는 미국의 배우, 각본가, 극작가, 텔레비전 제작자, 영화 제작자이다.
로스앤젤레스에서 태어났다.

## 작품 목록
- 스톤월 (2015) - 각본
- Hollywood Dreams (2006) - 출연
- 목격자 (2002년)
- Sam the Man (2001) - 출연
- 파더스 메모리 (1996년)
- 어느 멋진 날 (1996년) - 미스터 예이츠 주니어 역
- 라스트 썸머 인 더 햄튼 (1995년) - 제이크 엑셀로드 역

### 텔레비전
- 웨스트 윙 (2003) - 각본
- 브라더스 & 시스터스 (2006) - 총제작, 각본
- 그리고 파티는 끝났다 (2015) - 각본
- 아메리칸 호러 스토리 (2023) - 총제작